# Cassiano Esperidião de Melo e Matos
Cassiano Esperidião de Melo e Matos (Salvador, 11 de setembro de 1797 — ?, 5 de julho de 1857) foi um juiz de fora, desembargador e político brasileiro, senador do Império do Brasil de 1837 a 1857.